# Maurice à la poule
Maurice à la poule (titre original en allemand : Maurice mit Huhn) est un roman suisse de Matthias Zschokke publié originellement en 2006 et en français le 20 février 2009 aux éditions Zoé. Il a reçu le prix Femina étranger la même année.

## Éditions
- Éditions Zoé, 2009,  (ISBN 978-2-88182-640-5).
- Éditions Points, 2010,  (ISBN 978-2757818299).